# Croton scopuligenus
Croton scopuligenus är en törelväxtart som beskrevs av Léon Camille Marius Croizat. Croton scopuligenus ingår i släktet Croton och familjen törelväxter. Inga underarter finns listade i Catalogue of Life.